# Католицька церква в Лівії
Като́лицька це́рква в Лі́вії — друга християнська конфесія Лівії. Складова всесвітньої Католицької церкви, яку очолює на Землі римський папа. Керується конференцією єпископів. Станом на 2004 рік у країні нараховувалося близько 75 000 католиків (1,26% від усього населення). Існувало 4 діоцезій, які об'єднували 13 церковних парафій.  Кількість  священиків — 23 (з них представники секулярного духовенства — 3, члени чернечих організацій — 20), постійних дияконів — 0, монахів — 20, монахинь — 133.